# Llista de les universitats més antigues existents en l'actualitat

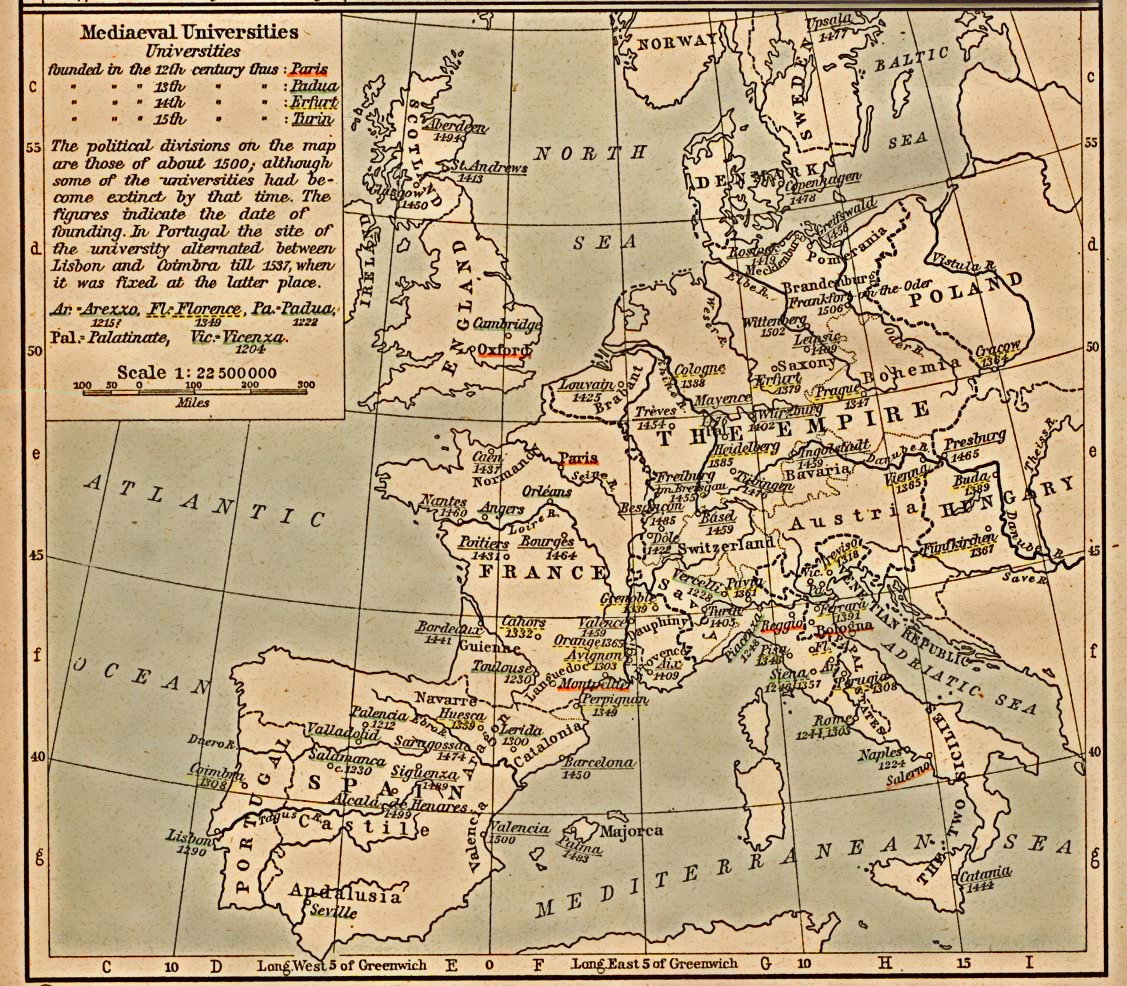
Mapa de les universitats medievals a Europa

Aquesta és una  llista de les universitats més antigues del món  que perviuen en l'actualitat, fundades abans de l'any 1500. La universitat, el seu origen, formació i trajectòria històrica, és considerada com una institució europea clàssica.
Per a veure els institucions apareixen en aquesta llista, cal establir el concepte d'universitat. Habitualment, es considera que la concessió de títols o graus acadèmics és un dels elements determinants. Com a conseqüència, aquest concepte exclou a institucions xineses, com ara la Universitat de Nanquín (Imperial Nanjing Institute), fundada per primera vegada l'any 259, ja que no atorgaven "graduacions" en el sentit més estricte, sinó que preparava als estudiants per als exàmens estandarditzats que realitzava l'Estat per assolir un grau o posició oficial.
De la mateixa manera, s'ha de posar en dubte l'adequació de les madrassas dels països àrabs en aquesta llista, ja que la mateixa institució no atorgava un "títol" o "graduació". La llicència la signava un professor en el seu propi nom, no el de la institució, de manera que l'estudiant acabava la seva formació amb un recull de llicències de professors però no una de la institució com a tal. La madrassa és històricament una institució diferent de la universitat cristiana, per la qual cosa la Encyclopaedia of Islam només té una entrada sobre la "madrassa", però no la universitat, en què a més evita conseqüentment l'ús del terme "universitat".
- Universitat de Bolonya, Bolonya, Itàlia, fundada el 1088
- Universitat d'Oxford, Oxford, Anglaterra, fundada al voltant de 1096
- Universitat de París, París, França, fundada el 1150
- Universitat de Mòdena, Mòdena, Itàlia, fundada el 1175
- Universitat de Salamanca, Salamanca, Castella, fundada el 1218. El seu origen van ser unes Escoles de la Catedral. La seva existència es pot rastrejar ja el 1130. Fou la primera d'Europa que va ostentar el títol d'Universitat, gràcies a l'edicte de 1253 d'Alfons X el Savi.
- Universitat de Cambridge, Cambridge, Anglaterra, al voltant de 1208
- Universitat de Pàdua, Pàdua, Itàlia, fundada el 1222
- Universitat de Nàpols, Nàpols, Itàlia, fundada el 1224
- Universitat de Siena, Siena, Itàlia, fundada el 1240
- Universitat de Valladolid, Valladolid, Castella, fundada el 1241 pel rei Alfons VIII de Castella
- Universitat de Múrcia, Múrcia, Castella, fundada el 1272 pel rei Alfons X el Savi
- Universitat de Coïmbra, Coïmbra, Portugal, fundada el 1285
- Universitat de Alcalá, Alcalá de Henares, Castella, fundada el 1293. Clausurada en 1836, els seus estudis van ser portats a Madrid, creant el que avui és la Universitat Complutense de Madrid. En 1977 es refunda l'actual Universitat d'Alcalá.

- Universitat de Lleida, Lleida, Catalunya, fundada el 1300 pel rei Jaume el Just. Tanmateix no existeix una continuïtat entre l'Estudi General de Lleida i la universitat contemporània.
- Universitat de Roma La Sapienza, Roma, Itàlia, fundada el 1303
- Universitat de Florència, Florència, Itàlia, fundada el 1321
- Universitat de Pisa, Pisa, Itàlia, fundada el 1343
- Universitat de Praga, Praga, República Txeca, fundada el 1348
- Universitat de Pavia, Pavia, Itàlia, fundada el 1361
- Universitat Jagellònica, Cracòvia, Polònia, fundada el 1364
- Universitat de Viena, Viena, Àustria, fundada el 1365
- Universitat de Pécs, Pécs, Hongria, fundada el 1367
- Universitat de Heidelberg, Heidelberg, Alemanya, fundada el 1386
- Universitat de Colònia, Colònia, Alemanya, fundada el 1388
- Universitat de Ferrara, Ferrara, Itàlia, fundada el 1391
- Universitat de Leipzig, Leipzig, Alemanya, fundada el 1409
- Universitat de St Andrews, St Andrews, Escòcia, fundada el 1412
- Universitat de Rostock, Rostock, Alemanya, fundada el 1419
- Universitat Catòlica de Lovaina, Lovaina, Bèlgica, fundada el 1425
- Universitat de Poitiers, Poitiers, França, fundada el 1431
- Universitat de Catània, Catània, Itàlia, fundada el 1434
- Universitat de Glasgow, Glasgow, Escòcia, fundada el 1450
- Universitat de Barcelona, Barcelona, Catalunya, fundada el 1450
- Universitat de Friburg de Brisgòvia, Friburg de Brisgòvia, Alemanya, fundada el 1457
- Universitat de Basilea, Basilea, Suïssa, fundada el 1460
- Universitat d'Uppsala, Uppsala, Suècia, fundada el 1477
- Universitat de Copenhaguen, Copenhaguen, Dinamarca, fundada el 1479
- Universitat Eberhard Karls, Tubinga, Alemanya, fundada el 1477
- Universitat d'Aberdeen, Aberdeen, Escòcia, fundada el 1494
- Universitat de Santiago de Compostel·la, Santiago de Compostel·la, Castella, fundada el 1495
- Universitat de València, València, País Valencià, fundada el 1499